# Roger Gilson
Roger Gilson, né le 19 septembre 1947 à Dudelange et mort le 18 janvier 1995 à Schouweiler, est un coureur cycliste luxembourgeois. Professionnel entre 1969 et 1980, il a été quatre fois champion du Luxembourg sur route, en 1972, 1974, 1975 et 1976, et champion du Luxembourg de cyclo-cross en 1977. Il a également remporté une étape du Tour d'Espagne en 1972. 

## Palmarès sur route
- 1964
  - Grand Prix Général Patton
- 1965
  -  Champion du Luxembourg sur route juniors
- 1966
  - 2e étape du Grand Prix François-Faber
  - 3e du championnat du Luxembourg sur route amateurs
- 1967
  - Flèche du Sud :
    - Classement général
    - 2e étape

  - 2e du Grand Prix François-Faber
- 1968
  - 3e étape du Circuit des Mines
  - Grand Prix Kellen
  - 2e du championnat du Luxembourg sur route amateurs
  - 3e de la Flèche du Sud
- 1969
  - Flèche du Sud
  - 2e du championnat du Luxembourg sur route
- 1970
  - Paris-Verneuil
  - 1re étape de la Route de France
  - Tour des Yvelines
  - 2e de Paris-Égreville
  - 2e du Tour des Douze Cantons
  - 2e du Grand Prix de Boulogne
- 1971
  - Tour de Cologne
- 1972
  -  Champion du Luxembourg sur route
- 1973
  - 2e du championnat du Luxembourg sur route
  - 7e du Rund um den Henninger Turm
- 1974
  -  Champion du Luxembourg sur route
- 1975
  -  Champion du Luxembourg sur route
- 1976
  -  Champion du Luxembourg sur route
  - 2e étape du Tour d'Espagne
- 1977
  - 3e du Tour d'Indre-et-Loire
  - 3e du championnat du Luxembourg sur route

## Résultats sur les grands tours

### Tour de France
2 participations
- 1969 : abandon (10e étape)
- 1973 : abandon (18e étape)

### Tour d'Italie
2 participations
- 1973 : 38e
- 1974 : 86e

### Tour d'Espagne
1 participation
- 1976 : 45e, vainqueur de la 2e étape

## Palmarès en cyclo-cross
- 1965-1966
  - 3e du championnat du Luxembourg de cyclo-cross
- 1969-1970
  - 3e du championnat du Luxembourg de cyclo-cross
- 1976-1977
  -  Champion du Luxembourg de cyclo-cross
- 1977-1978
  - 2e du championnat du Luxembourg de cyclo-cross
- 1978-1979
  - 2e du championnat du Luxembourg de cyclo-cross
- 1979-1980
  - 2e du championnat du Luxembourg de cyclo-cross